# 王韜 (永樂進士)
王韜，山西垣曲人，明朝政治人物、进士。

## 生平
永樂元年，癸未科鄉試中舉。永樂二年，登進士，授順慶府知府。